# Assenois (Bertrix)
Pour les articles homonymes, voir Assenois.
Assenois (en wallon : Asnès ou Asneus) est un village de la commune belge de Bertrix situé en Région wallonne dans la province de Luxembourg.
Avant la fusion de communes de 1977, il faisait partie de l’ancienne commune de Jehonville.

## Situation
Assenois est un petit village du plateau ardennais situé à une altitude avoisinant les 430 m. Il est traversé par la route nationale 853 qui relie Paliseul à Bertrix distant de 4,5 km. Les hameaux voisins sont Blanche-Oreille implanté à une centaine de mètres au nord et Glaumont situé plus au sud.
La ligne de chemin de fer 166 Dinant-Bertrix passe au sud de la localité.

## Description
Dans un environnement immédiat de grandes prairies, la localité compte une soixantaine d'habitations.

## Patrimoine
L’église est dédiée à Saint Étienne. Elle a été construite entre 1899 et 1903 sur les plans de l'architecte Würth. Elle possède une seule nef et la tour du clocher
est accolée au flanc gauche.

## Activités
Assenois possède une école communale.